# Alopecosa kalahariana
Alopecosa kalahariana är en spindelart som beskrevs av Roewer 1960. Alopecosa kalahariana ingår i släktet Alopecosa och familjen vargspindlar.
Artens utbredningsområde är Botswana. Inga underarter finns listade i Catalogue of Life.